# Чемпіонат світу з футболу 1986 (кваліфікаційний раунд, плей-оф ОФК — УЄФА)
Формат відбору на чемпіонат світу з футболу 1986 передбачав, що 
переможець відбіркового турніру зони ОФК і команда, що посіла друге місце у сьомій групі відбору у зоні УЄФА, визначали між собою одного учасника фінального турніру світової першості. Учасниками цього плей-оф стали відповідно збірні Австралії та Шотландії.
Плей-оф відбувався у форматі двох матчів, які проходили 20 листопада і 4 грудня 1985 року відповідно у Глазго та Мельбурні. За сумою двох матчів із рахунком 2:0 перемогла європейська команда, обидві вирішальні голи були забиті у першому матчі, який відбувався на її полі.

## Шлях до плей-оф
Шотландія кваліфікувалася до міжконтинентального плей-оф посівши друге місце у сьомій відбірковій групі зони УЄФА, яку виграла збірна Іспанії. Шотландці забезпечили собі цей результат здобуттям нічиєї (1:1) у виїздній грі проти збірної Уельсу, що мала драматичний перебіг — шотландець Дейві Купер лише наприкінці гри зрівняв рахунок, реалізувавши пенальті. Радість від прийнятного для Шотландії результату гри була затьмарена смертю через набряк легень головного тренера команди Джока Стіна безпосередньо на стадіоні після завершення гри. Тож у плей-оф діями команди керував асистент Стіна Алекс Фергюсон.
Австралія стала учасником плей-оф як переможець відбіркового турніру ОФК, де їй крім Нової Зеландії протистояли збірні Ізраїлю і Китайського Тайбею, які були членами ФІФА, утім не входили до азійської конфедерації АФК з політичних причин.
| Команда   | І | В | Н | П | Г+ | Г- | РГ | О |
| --------- | - | - | - | - | -- | -- | -- | - |
| Іспанія   | 6 | 4 | 0 | 2 | 9  | 8  | 1  | 8 |
| Шотландія | 6 | 3 | 1 | 2 | 8  | 4  | 4  | 7 |
| Уельс     | 6 | 3 | 1 | 2 | 7  | 6  | 1  | 7 |
| Ісландія  | 6 | 1 | 0 | 5 | 4  | 10 | −6 | 2 |

| Команда           | І | В | Н | П | Г+ | Г- | РГ  | О  |
| ----------------- | - | - | - | - | -- | -- | --- | -- |
| Австралія         | 6 | 4 | 2 | 0 | 20 | 2  | 18  | 10 |
| Ізраїль           | 6 | 3 | 1 | 2 | 17 | 6  | 11  | 7  |
| Нова Зеландія     | 6 | 3 | 1 | 2 | 13 | 7  | 6   | 7  |
| Китайський Тайбей | 6 | 0 | 0 | 6 | 1  | 36 | −35 | 0  |

## Перебіг матчів
Перша гра проходила 20 листопада 1985 року у Гемпден-Парк в Глазго. На початку другого тайму Шотландія вийшла уперед завдяки прямому удару зі штрафного у виконанні Дейві Купера, який обвів стінку і спрямував м'яч у правий нижній кут воріт австралійців. А вже за шість хвилин рахунок подвоїв Френк Макейвенні, відзначивши таким чином свій дебют у головній команді Шотландії. Нападник відгукнувся на передачу від Кенні Далгліша і перекинув воротаря суперників.
У грі-відповіді, що відбулася 4 грудня 1985, господарі гри, збірна Австралія, не зуміли відквітати бодай один гол. Матч закінчився нульовою нічиєю і до фінальної частини ЧС-1986 вийшли шотландці.

### Перша гра
| 20 листопада 1985 Перша гра |

| Шотландія                | 2–0      | Австралія |
| ------------------------ | -------- | --------- |
| Купер 53' Макейвенні 59' | Протокол |           |

| Гемпден-Парк, Глазго Глядачів: 61,940 Арбітр: Войтех Христов (Чехословаччина) |

| Шотландія | Австралія |

| ВР               | 1  | Джим Лейтон (Абердин)               |
| ЗХ               | 2  | Стів Нікол (Ліверпуль)              |
| ЗХ               | 5  | Алекс Макліш (Абердин)              |
| ЗХ               | 6  | Віллі Міллер (Абердин)              |
| ЗХ               | 3  | Моріс Мелпас (Данді Юнайтед)        |
| ПЗ               | 8  | Гордон Стракан (Абердин)            |
| ПЗ               | 4  | Грем Сунес (к) (Сампдорія)          |
| ПЗ               | 10 | Рой Ейткен (Селтік)                 |
| ПЗ               | 11 | Дейві Купер (Рейнджерс)             |
| НП               | 7  | Кенні Далгліш (Ліверпуль)           |
| НП               | 9  | Френк Макейвенні (Вест Гем Юнайтед) |
| Заміни:          |    |                                     |
|                  |    |                                     |
| Головний тренер: |    |                                     |
| Алекс Фергюсон   |    |                                     |

| ВР               | 1  | Террі Гріді (Сейнт Джордж)                   |
| ЗХ               | 2  | Алан Девідсон (без клубу)                    |
| ЗХ               | 3  | Грем Дженнінгс (Сідней Олімпік)              |
| ЗХ               | 4  | Чарлі Янкос (Гайдельберг Юнайтед)            |
| ЗХ               | 5  | Девід Реткліфф (Сейнт Джордж)                |
| ЗХ               | 6  | Стів О'Коннор (Сідней Сіті)                  |
| ПЗ               | 7  | Джо Вотсон (Сідней Сіті)                     |
| НП               | 8  | Кенні Мерфі (Саут Мельбурн)                  |
| ПЗ               | 9  | Оскар Кріно (Анортосіс)                      |
| НП               | 10 | Дейв Мітчелл (Айнтрахт (Франкфурт-на-Майні)) |
| НП               | 11 | Джон Косміна (Сідней Сіті)                   |
| Заміни:          |    |                                              |
|                  |    |                                              |
| Головний тренер: |    |                                              |
| Френк Арок       |    |                                              |

| Асистенти арбітра: - - Іван Грегр (Чехословаччина) - Йозеф Понцек (Чехословаччина) | Правила гри: - 90 хвилин - Дозволено провести 2 заміни |

### Друга гра
| 4 грудня 1985 Друга гра |

| Австралія | 0–0      | Шотландія |
| --------- | -------- | --------- |
|           | Протокол |           |

| Олімпік Парк, Мельбурн Глядачів: 32,000 Арбітр: Жозе Роберто Райт (Бразилія) |

| Австралія | Шотландія |

| ВР               | 1  | Террі Гріді (Сейнт Джордж)                   |
| ЗХ               | 2  | Алан Девідсон (без клубу)                    |
| ЗХ               | 3  | Грем Дженнінгс (Сідней Олімпік)              |
| ЗХ               | 4  | Чарлі Янкос (Гайдельберг Юнайтед)            |
| ЗХ               | 5  | Девід Реткліфф (Сейнт Джордж)                |
| ЗХ               | 6  | Роббі Данн (Престон Македонія)               |
| ПЗ               | 7  | Джим Патікас (Сідней Кроейша)                |
| НП               | 8  | Кенні Мерфі (Саут Мельбурн)                  |
| ПЗ               | 9  | Оскар Кріно (Анортосіс)                      |
| НП               | 10 | Дейв Мітчелл (Айнтрахт (Франкфурт-на-Майні)) |
| НП               | 11 | Джон Косміна (Сідней Сіті)                   |
| Заміни:          |    |                                              |
|                  |    |                                              |
| Головний тренер: |    |                                              |
| Френк Арок       |    |                                              |

| ВР               | 1  | Джим Лейтон (Абердин)               |
| ЗХ               | 2  | Річард Гаф (Данді Юнайтед)          |
| ЗХ               | 5  | Алекс Макліш (Абердин)              |
| ЗХ               | 6  | Віллі Міллер (Абердин)              |
| ЗХ               | 3  | Моріс Мелпас (Данді Юнайтед)        |
| ПЗ               | 8  | Пол Макстей (Селтік)                |
| ПЗ               | 4  | Грем Сунес (к) (Сампдорія)          |
| ПЗ               | 10 | Рой Ейткен (Селтік)                 |
| ПЗ               | 11 | Дейві Купер (Рейнджерс)             |
| НП               | 7  | Девід Спіді (Челсі)                 |
| НП               | 9  | Френк Макейвенні (Вест Гем Юнайтед) |
| Заміни:          |    |                                     |
|                  |    |                                     |
| Головний тренер: |    |                                     |
| Алекс Фергюсон   |    |                                     |

| Асистенти арбітра: - - Ромуалдо Арппі Фільйо (Бразилія) - Карлос Фелікс Феррейра (Бразилія) | Правила гри: - 90 хвилин - 30 хвилин додаткового часу за необхідності - Післяматчеві пенальті за умови нічиєї за сумою двох ігор - Дозволено провести 2 заміни |

## Наслідки
Збірна Шотландії завдяки перемозі над австралійцями стала учасником фінальної частини чемпіонату світу 1986 року, де потрапила до Групи E, де їй протистояли команди ФРН, Уругваю та абсолютний новачок чемпіонатів світу збірна Данії. Шотландія програла матчі проти Данії (0:1) і ФРН (1:2), а її гра проти уругвайців завершилася нульовою нічиєю, тож британська команда посіла останнє місце у групі з одним турнірним очком.